# Pangbotchi

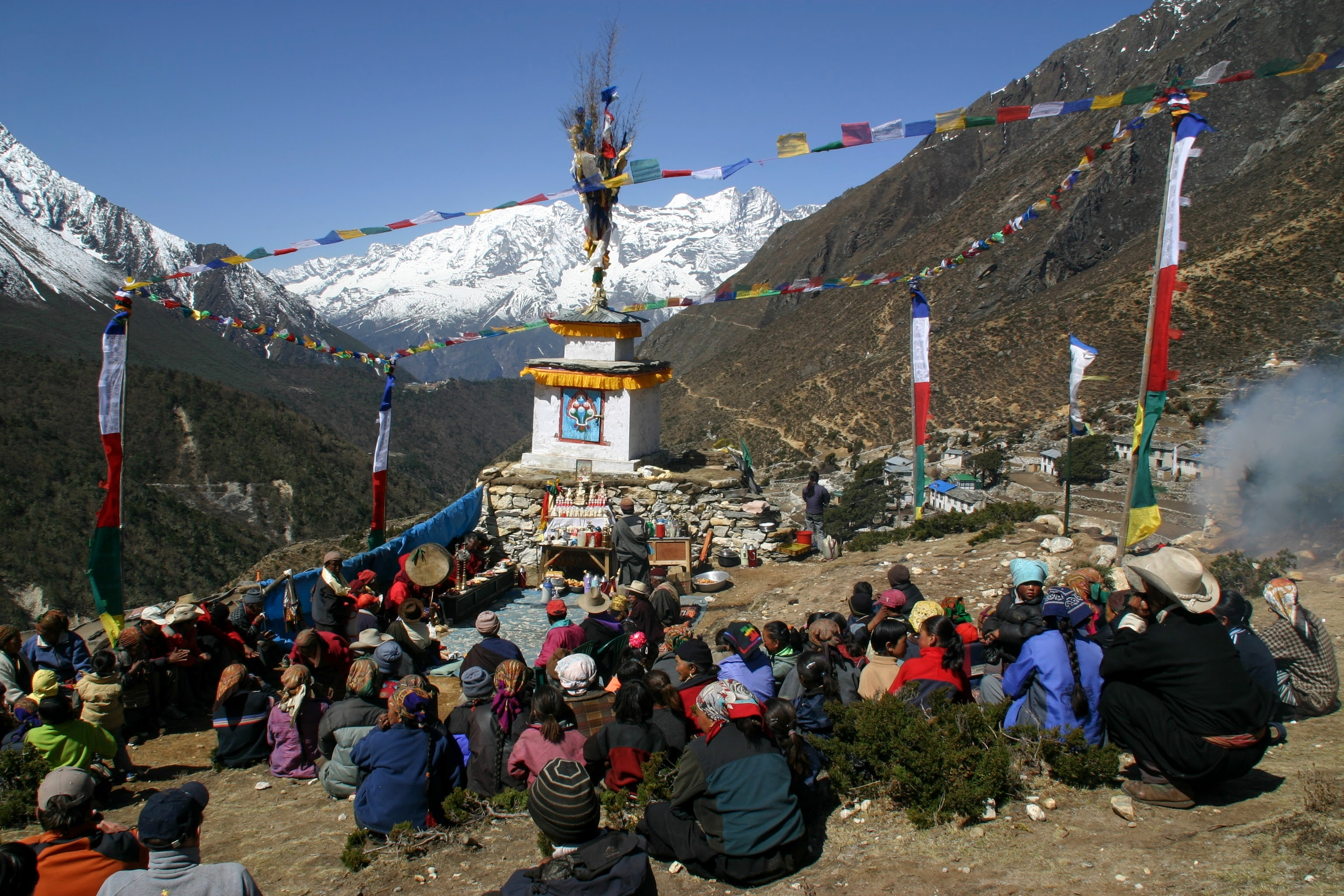
Jour de fête et cérémonie bouddhiste à Pangboche. Avril 2006.

Pangbotchi, ou Pangboche est une localité (commune de Khumjung) du Népal où se trouve un temple abritant une relique du Yéti. Hauteur de la localité : 4020 m.